# José William Vesentini
José William Vesentini (* 1950 in Presidente Bernardes, Brasilien) ist ein brasilianischer Humangeograph und Schulbuchautor.

## Biografie
Vesentinis Großvater war ein italienischer Anarchist, der vor dem Faschismus in den Staat São Paulo flüchtete. In den 1970er Jahren arbeitete Vesentini als Lehrer an weiterführenden Schulen unter anderem in São Bernardo do Campo und Diadema. 1985 promovierte er bei Manoel Seabra am Geographischen Institut der Universität São Paulo (USP) mit der Arbeit A capital da geopolítica („Die Hauptstadt der Geopolitik“) über Brasília. 2003 habilitierte (livre-docência) er am Geographischen Institut der USP mit einer Arbeit über die Neue Weltordnung.
Vesentini ist bekannt für seine Geographie-Schulbücher, die er im Verlag Ática herausgegeben hat. Für einige gilt Vesentini als Erneuerer der Kritischen Geographie in Brasilien. Er distanzierte sich aber von einer politischen Linken, die in Brasilien mit der kritischen Geographie in Verbindung gebracht wird.
Im Ruhestand verdient Vesentini an der Universität São Paulo monatlich 19.245,13 Reais (Stand 2021).

## Schriften (Auswahl)
- José William Vesentini: Sociedade e espaço: geografia geral e do Brasil. São Paulo: Ática, 1985 OCLC 45780790 (brasilianisches Portugiesisch).
- José William Vesentini: A capital da geopolítica. Dissertation. São Paulo: Ática, 1986, ISBN 9788508017218 (brasilianisches Portugiesisch).
- José William Vesentini: Imperialismo e geopolítica global: espaço e dominação na escala planetária. Campinas: Editora, 1987, OCLC 17724085 (brasilianisches Portugiesisch).
- José William Vesentini: O Método e a Práxis (Notas Polêmicas sobre Geografia Tradicional e Geografia Crítica). In: José William Vesentini (Hrsg.): O ensino da Geografia em questão e outros temas. Marco Zero / Associação dos Geografos Brasileiros, São Paulo 1987, ISBN 978-85-279-0037-9, S. 59–90 (brasilianisches Portugiesisch, online [PDF; abgerufen am 1. August 2021]).
- José William Vesentini: Geografia, natureza e sociedade. São Paulo: Contexto, 1989, ISBN 9788585134570 (brasilianisches Portugiesisch).
- José William Vesentini: Brasil, sociedade e espaço: geografia do Brasil. São Paulo: Ática, 1989, ISBN 9788508030835 (brasilianisches Portugiesisch).
- José William Vesentini, Michel Foucher (Hrsg.): Geografia e ensino: textos críticos. Campinas: Papirus, 1994, OCLC 947633150 (brasilianisches Portugiesisch).